# Satellite Party
Satellite Party – zespół grający rock alternatywny założony przez Perry’ego Farrella, byłego frontmana Jane’s Addiction i Porno for Pyros. Skład dopełnia gitarzysta Nuno Bettencourt, perkusista Kevin Figueiredo, basista Carl Restivo oraz Etty Lau Farrell jako wokalista wspierający.
Zespół zadebiutował albumem Ultra Payloaded wydanym w maju 2007 roku, z pomocą takich artystów jak John Frusciante i Flea z zespołu Red Hot Chili Peppers, Fergie z The Black Eyed Peas, perkusista Jack Irons oraz basista Joy Division i New Order, Peter Hook.
Grupa podpisała kontrakt z Columbia Records, będącą częścią Sony Records.
Album zawiera hidden track zatytułowany „Woman in the Window”, jako pierwszy singiel wybrano „Wish Upon a Dog Star”.
Grupa zadebiutowała w Los Angeles w Key Club 18 lipca 2005 roku. Tony Kanal z No Doubt grał na gitarze basowej a Steve Ferlazzo z zespołu DramaGods na instrumentach klawiszowych. Zespół wystąpił też na festiwalu Lollapalooza 24 lipca 2005.

## Skład zespołu
- Perry Farrell – śpiew
- Nuno Bettencourt – gitara
- Carl Restivo – gitara basowa
- Kevin Figueiredo – perkusja
- Etty Lau Farrell – chórki

## Dyskografia
- Ultra Payloaded (2007)